# Calamaria sangi
Calamaria sangi là một loài rắn trong họ Rắn nước. Loài này được Nguyễn Quảng Trường, Koch & Ziegler mô tả khoa học đầu tiên năm 2009. Tên khoa học của loài rắn này được đặt theo tên của Tiến sĩ Nguyễn Văn Sáng (Viện Sinh thái và Tài nguyên sinh vật thuộc Viện hàn lâm Khoa học và Công nghệ Việt Nam).